# Noh Hyun-Suk
Noh Hyun-Suk (nascut el 10 d'octubre de 1966), és un exjugador d'handbol sud-coreà, que va competir als Jocs Olímpics d'Estiu de 1988.
A l'Olimpíada de 1988 hi va guanyar la medalla d'argent amb la selecció de Corea del Sud. Hi va jugar un únic partit.